# 琉璃玉の耳輪
『琉璃玉の耳輪』（るりだまのみみわ）は、尾崎翠による映画のための脚本。草稿であるが、著者の死後、全集や文庫に採録されている。

2010年、津原泰水により小説化された。

## 概要
1927年、阪東妻三郎プロダクションによる映画脚本の公募に応じて執筆された。規定に順じ、指定された女優5人へアテ書きされている。

入賞はならず、推敲を依頼されたという証言もあるものの、映画化には至らなかった。原稿は友人に渡り、更にその遺族が保管していた。発表されたのは著者の死後である。

短期間に執筆された草稿であり、生前発表された小説作品と較べ完成度は低い。終盤には解読が困難な部分もあり、書籍では「□□□」などで示されている。

## あらすじ
女探偵の岡田明子は、匿名の貴婦人から3人の姉妹の捜索を依頼される。

姉妹の姓は黄、目印は琉璃玉のあしらわれた白金の耳輪。

## 主な登場人物
岡田明子（おかだあきこ）
主人公。探偵。高島愛子へのアテ書き。
黄瑶子（こうようこ）
3姉妹の長女。五味國枝へのアテ書き。
黄エイ子（こうえいこ）※「エイ」は王編に瑩
3姉妹の次女。英百合子へのアテ書き。
黄琇子（こうしゅうこ）
3姉妹の三女。森静子へのアテ書き。
櫻小路茘枝（さくらこうじりえ）
伯爵夫人。泉春子へのアテ書き。

## 津原泰水による小説
遺族の許諾を得たうえで執筆され、2010年に河出書房より刊行された。

作劇面においても粗削りである本作を、現代の鑑賞にも堪えるよう膨らませて執筆している。登場人物の一部やSF的な設定の大部分は津原によるもの。

物語の筋には、特に後半に大きな改変が加えられている。

また、津原は自身の作品『ルピナス探偵団の当惑』において、本作を劇中劇として登場させている。

## 書籍情報
- 『定本 尾崎翠全集』〈下巻〉筑摩書房／1998年
- 『尾崎翠集成』〈下巻〉ちくま文庫／2002年
- 『第七官界彷徨・琉璃玉の耳輪 他四篇』岩波文庫／2014年
- 津原泰水『琉璃玉の耳輪』河出書房／単行本／2010年
- 津原泰水『琉璃玉の耳輪』河出書房／文庫／2013年

## 参考図書
- 『第七官界彷徨・琉璃玉の耳輪 他四篇』岩波文庫／2014年
- 津原泰水『琉璃玉の耳輪』河出書房／文庫／2013年